# کورت پوستل
کورت پوستل (آلمانی: Kurt Postl؛ زادهٔ ۱۳ اوت ۱۹۳۷) دوچرخه‌سوار اهل اتریش است.  وی در بازی‌های المپیک تابستانی ۱۹۶۰ شرکت کرده است.